# Thea
Thea, též Tea je zkrácená verze ženského rodného jména Theodora, starořecky Θεοδώρα, Theodóra „dar boží“, případně také jmen Dorothea, Timothea či Althea. Jméno Thea i Tea [te-] se skloňuje 2. p. -ey, 3.p. -ee i -ei. Jmeniny má Theodora 23. října.

## Známé osobnosti
- Thea, alias písničkářka Cynthia L. Stacey
- Tea Leoni, americká herečka
- Thea Andrewsová, kanadská novinářka
- Thea Astleyová, australská spisovatelka
- Thea Beckmanová, nizozemská spisovatelka
- Thea Bowmanová, americká jeptiška
- Thea Červenková, česká režisérka
- Thea Djordjadzeová, gruzínská umělkyně
- Tea Donguzašviliová, gruzínská zápasnice
- Thea Dornová, německá spisovatelka
- Thea E. Smithová, americká spisovatelka
- Thea Einöderová, německá veslařka
- Tea Falco, italská herečka
- Thea Flaumová, americká televizní producentka
- Thea Fossová, americká podnikatelka
- Thea Garrettová, maltská zpěvačka
- Thea Gillová, kanadská herečka
- Thea Gilmoreová, britská zpěvačka a skladatelka
- Thea Gregoryová, anglická herečka
- Thea Halo, americká spisovatelka
- Thea Hochleitnerová, rakouská lyžařka
- Thea Kano, americká dirigentka
- Thea Kellnerová, rumunská šermířka
- Thea Kingová, britská klarinetistka
- Thea Knutzenová, norská politička
- Thea Leitnerová, rakouská spisovatelka
- Thea Muldoonová, novozélandská první dáma
- Thea Musgrave, skotská skladatelka
- Thea Proctorová, australská umělkyně
- Thea Rascheová, německá pilotka
- Thea van de Roos-Roodenová, holandská historička a politička
- Thea Sharrocková, anglická divadelní režisérka
- Thea Slatyerová, australská fotbalistka
- Thea Stabellová, norská herečka
- Thea Trinidadová, americká zápasnice
- Thea Vidale, americká komička a herečka
- Thea Van Seijenová, nizozemská zpěvačka
- Thea von Harbou, německá filmařka a herečka
- Thea Whiteová, americká herečka